# Umm Kuhajf Faukani
Umm Kuhajf Faukani – wieś w Syrii, w muhafazie Al-Hasaka. W 2004 roku liczyła 824 mieszkańców.